# Tamás Kásás
Tamás Kásás (Budapeste, 20 de julho de 1976) é um jogador de polo aquático húngaro, tricampeão olímpico.

## Carreira
Tamás Kásás fez parte do elenco campeão olímpico de 2000, 2004 e 2008.